# Sabina Moya
Sabina Moya, född 27 januari 1977, är en friidrottare från Colombia. Hon deltog vid olympiska sommarspelen 2000.